# Norbiksyna
Norbiksyna (E160b) – organiczny związek chemiczny z grupy karotenoidów, naturalny, barwnik, otrzymywany przez ekstrakcję nasion arnoty właściwej (Bixa orellana), nazywanej również annato.
Dopuszczalne dzienne spożycie wynosi 0,065 mg/kg ciała.